# Replicants (álbum)
Replicants es el álbum debut y único disco de la banda estadounidense Replicants. A pesar de que el nombre proceda de Blade Runner, llamaron al álbum Replicants porque todas las canciones son versiones, repasando canciones de Neil Young, John Lennon, David Bowie o Pink Floyd.

## Lista de canciones
1. "Just What I Needed" - 3:43 (The Cars)
2. "Silly Love Songs" - 7:30 (Wings)
3. "Life's A Gas" - 3:12 (T. Rex)
4. "Cinnamon Girl" - 3:38 (Neil Young)
5. "How Do You Sleep?" - 6:08 (John Lennon)
6. "Destination Unknown" - 5:09 (Missing Persons)
7. "No Good Trying" - 1:16 (Syd Barrett)
8. "Are 'Friends' Electric?" - 4:30 (Gary Numan)
9. "Dirty Work" - 4:56 (Steely Dan)
10. "The Bewlay Brothers" - 7:14 (David Bowie)
11. "Ibiza Bar" - 4:59 (Pink Floyd)

## Track Information
- "Silly Love Songs" features Maynard James Keenan on guest vocals.[1]